# Diocèse de Duitama-Sogamoso
Le diocèse de Duitama-Sogamoso (en latin : Dioecesis Duitamensis-Sogamosensis ; en espagnol : Diócesis de Duitama-Sogamoso) est un diocèse de l'Église catholique en Colombie, suffragant de l'archidiocèse de Tunja.

## Territoire

Il comprend 26 municipalités du département de Boyacá : Belén, Betéitiva, Busbanzá, Cerinza, Corrales, Duitama, Floresta, Gámeza, Jericó, Labranzagrande, Mongua, Monguí, Nobsa, Paya (excepté le district de Morcote qui appartient au diocèse de Yopal), Paz de Río, Pisba, Santa Rosa de Viterbo, Sativanorte, Sativasur, Socha, Socotá, Sogamoso, Tasco, Tibasosa, Tópaga et Tutazá ce qui représente un territoire de 4 928 km2 divisé en 63 paroisses.
Le siège épiscopal est dans la ville de Duitama où se trouve la cathédrale Saint-Laurent (es). La cocathédrale Saint-Martin est à Sogamoso. La basilique mineure de Notre-Dame de Monguíabrite une image représentant la Sainte Famille lors d'une halte pendant la Fuite en Égypte.

## Historique
Le diocèse de Duitama est érigé le 7 mars 1955 par la constitution apostolique Idem ardens du pape Pie XII en prenant une partie du territoire du diocèse de Tunja (aujourd'hui archidiocèse de Tunja).
Par la lettre apostolique Deus miserentissimus du 6 août 1955, Pie XII décrète que la Vierge Marie, vénérée sous le vocable de Notre-Dame de Monguì, est la principale patronne du diocèse avec saint Joseph comme patron secondaire.
Nommé suffragant de l'archidiocèse de Bogota lors de sa création, il intègre la province ecclésiastique de l'archidiocèse de Tunja le 20 juin 1964 par la constitution apostolique Immensa Christi du pape Paul VI,.
Par le décret Cum urbs du 24 novembre 1971 de la congrégation pour les évêques, l'église de San Martino de Sogamoso est élevée au rang de cocathédrale du diocèse. Il cède une portion de son territoire le 9 juillet 1987 pour l'érection du diocèse de Málaga-Soatá.
Il prend son nom actuel le 4 juin 1994 par le décret Cum Congregatio de la congrégation pour les évêques. Il cède une partie de son territoire le 29 octobre 1999 pour la création du diocèse de Yopal.

## Évêques
- José Joaquín Flórez Hernández (7 mars 1955 - 17 mars 1964), nommé évêque d'Ibagué
- Julio Franco Arango (4 juin 1964 - 16 septembre 1980)
- Jesús María Coronado Caro, S.D.B (30 juillet 1981 - 21 juin 1994)
- Carlos Prada Sanmiguel (21 juin 1994 - 15 octobre 2012)
  - Sede vacante (2012-2015)
- Misael Vacca Ramírez (18 avril 2015 - 31 décembre 2022), nommé archevêque de Villavicencio
  - Sede vacante (2022-2024)
- Edgar Aristizábal Quintero, depuis le 24 mai 2024